# Burgkirchen
Burgkirchen osztrák község Felső-Ausztria Braunau am Inn-i járásában. 2018 januárjában 2661 lakosa volt. 

## Elhelyezkedése

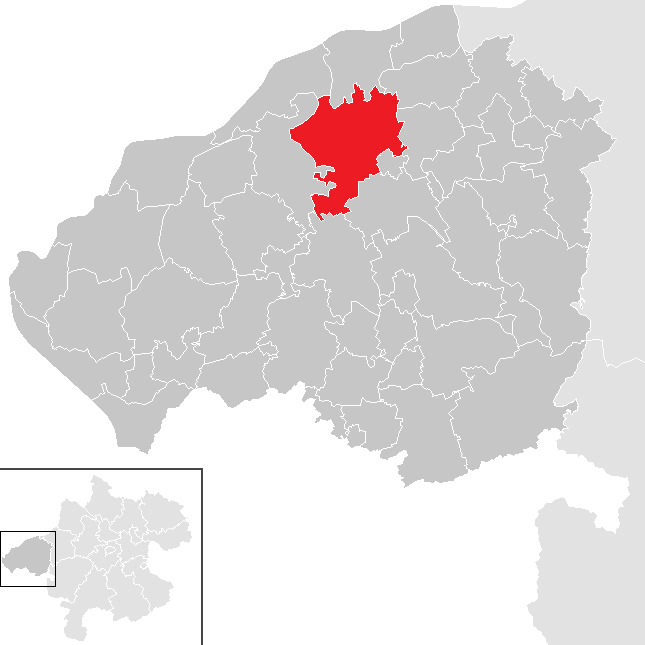
Burgkirchen a Braunau am Inn-i járásban

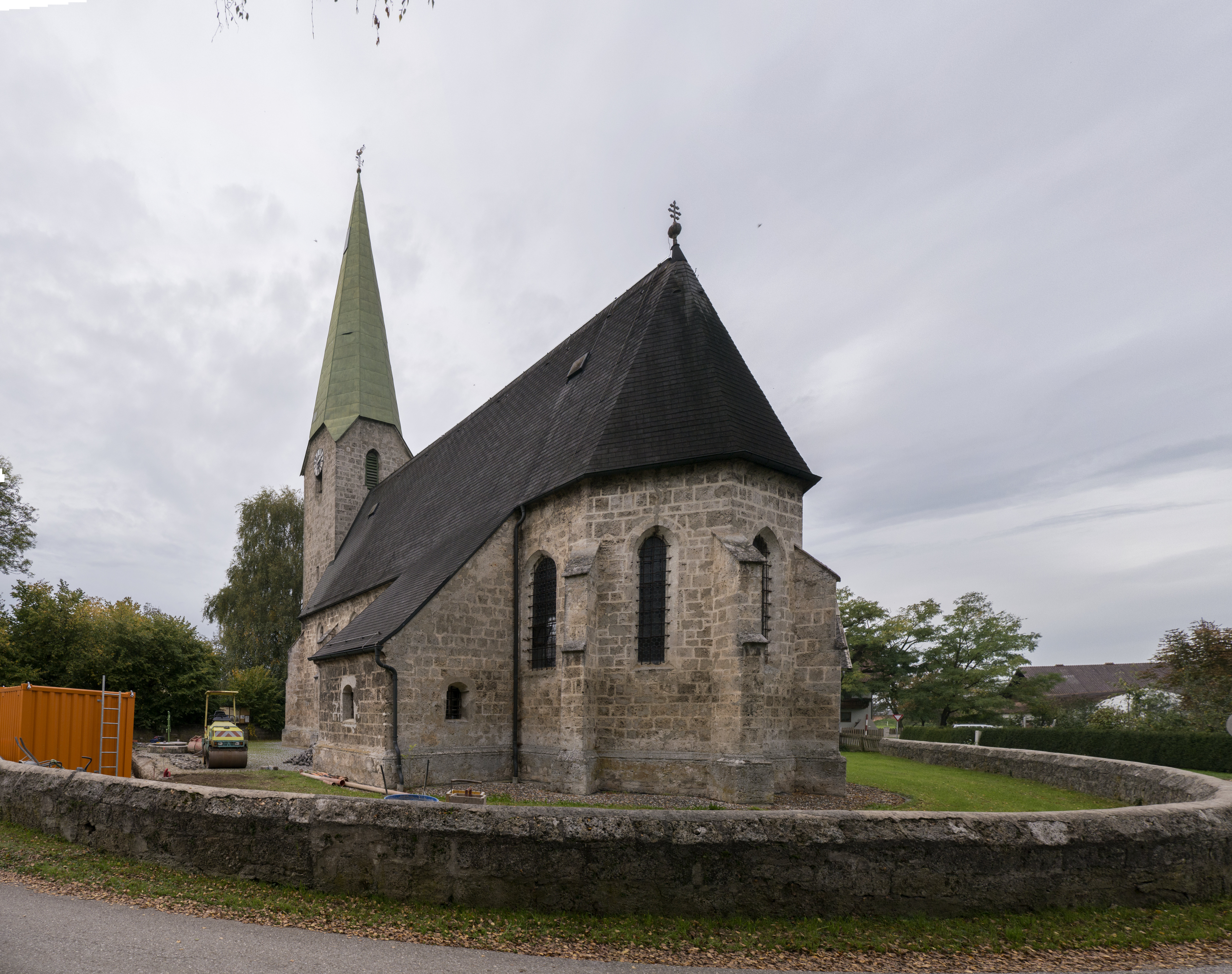
A Szt. György-templom

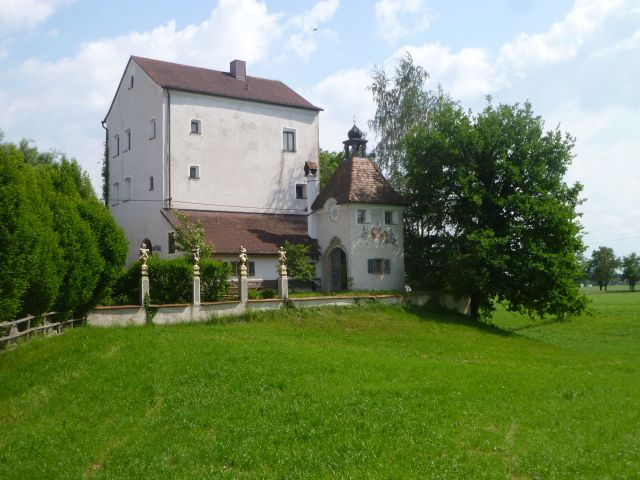
A forsterni kastély

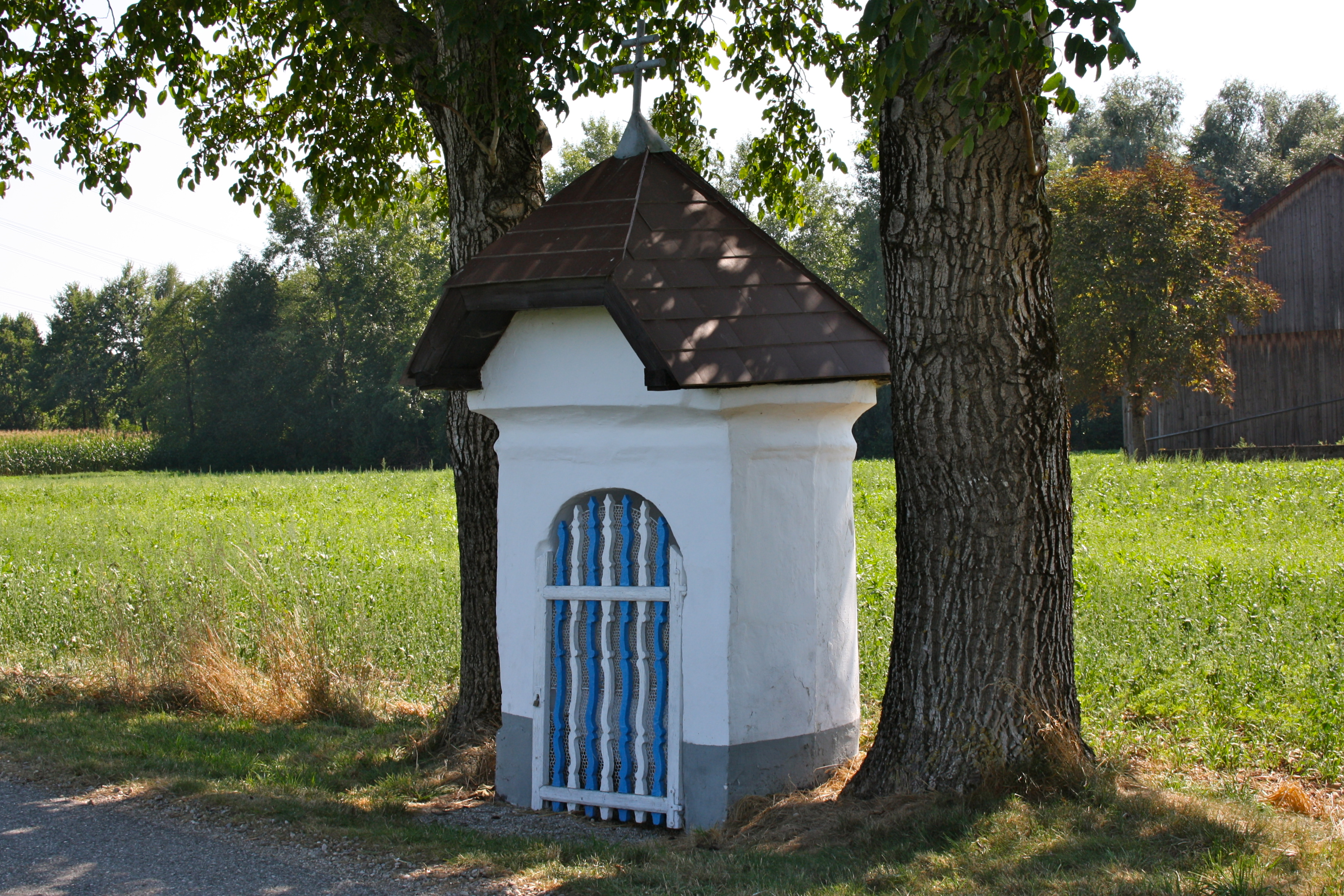
Az Englmüller-kápolna

Burgkirchen Felső-Ausztria Innviertel régiójában fekszik a Mattig folyó mentén. Területének 30,5%-a erdő, 61,9% áll mezőgazdasági művelés alatt. Az önkormányzat 45 településrészt és falut egyesít: Albrechtsberg (107 lakos 2018-ban), Alharting (6), Atzing (15), Au (18), Bachleiten (14), Biburg (11), Brand (30), Brunning (74), Burgkirchen (613), Edthof (8), Eglsee (103), Fartham (13), Forstern (77), Frieseneck (13), Fuchshofen (14), Fürch (58), Geretsdorf (178), Grillham (67), Harham (40), Hermading (43), Herrngassen (15), Holzgassen (5), Kaltenhausen (3), Kobledt (6), Kühberg (83), Lindhof (1), Maxedt (12), Mitterlach (17), Oberaching (66), Oberhartberg (12), Oberseibersdorf (34), Passberg (13), Penning (26), Sankt Georgen an der Mattig (245), Scheuhub (26), Solling (17), Spraid (32), Stockleiten (217), Tal (12), Unterhartberg (28), Unterseibersdorf (27), Vorbuch (41), Walzing (27), Weikerding (43) és Wollöster (151).
A környező önkormányzatok: északra Sankt Peter am Hart, északkeletre Weng im Innkreis, keletre Moosbach és Mauerkirchen, délkeletre Helpfau-Uttendorf, délre Pischelsdorf am Engelbach, nyugatra Neukirchen an der Enknach, északnyugatra Braunau am Inn. 

## Története
Burgkirchent 1007-ben említik először. A falu egészen 1779-ig Bajorországhoz tartozott, amikor azonban a bajor örökösödési háborút lezáró tescheni béke következtében a teljes Innviertel Ausztriához került át. A napóleoni háborúk során 1809-ben a régiót a franciákkal szövetséges Bajorország visszakapta, majd Napóleon bukása után ismét Ausztriáé lett.
A köztársaság 1918-as megalakulásakor Burgkirchent Felső-Ausztria tartományhoz sorolták. Miután Ausztria 1938-ban csatlakozott a Német Birodalomhoz, az Oberdonaui gau része lett. A második világháború után a község visszakerült Felső-Ausztriához. 

## Lakosság
A burgkircheni önkormányzat területén 2018 januárjában 1672 fő élt. A lakosságszám 1961 óta gyarapodó tendenciát mutat. 2016-ban a helybeliek 91,7%-a volt osztrák állampolgár; a külföldiek közül 3,1% a régi (2004 előtti), 2,1% az új EU-tagállamokból érkezett. 2,2% a volt Jugoszlávia (Szlovénia és Horvátország nélkül) vagy Törökország, 0,9% egyéb országok polgára. 2001-ben a lakosok 89,9%-a római katolikusnak, 1,9% evangélikusnak, 2,1% ortodoxnak, 1,8% mohamedánnak, 3,3% pedig felekezeten kívülinek vallotta magát. Ugyanekkor egy magyar élt a községben. A legnagyobb nemzetiségi csoportot a német (96,8%) mellett a szerbek alkották 1,3%-kal.  
A lakosság számának változása:

| 2016 | 2 608 |
| 2018 | 2 661 |

## Látnivalók
- a 15. századi, késő gótikus Szt. Miksa-plébániatemplom
- a Mattigi Szt. György-templom
- a forsterni kastély

## Fordítás
- Ez a szócikk részben vagy egészben  a   Burgkirchen (Oberösterreich) című német Wikipédia-szócikk ezen változatának fordításán alapul.  Az eredeti cikk szerkesztőit annak laptörténete sorolja fel. Ez a jelzés csupán a megfogalmazás eredetét és a szerzői jogokat jelzi, nem szolgál a cikkben szereplő információk forrásmegjelöléseként.